# Mariano Urrutia
Mariano Urrutia (f. 1894) fue un dibujante y caricaturista español.

## Biografía
Según Miguel Sawa, Urrutia «había heredado de su maestro, el gran Ortego, aquella gracia fina y picaresca y aquella corrección clásica del notable caricaturista. Colaboró en publicaciones periódicas como La Caricatura, El Solfeo, Madrid Cómico, El Día de Moda y La Risa, entre otras. Falleció en un hospital de Madrid a finales de 1894, sumido en la pobreza y dejando dos hijos huérfanos. Tras su muerte se montó una campaña para recaudar fondos para sus hijos, en la que participó Manuel Tolosa Latour.